# بوکس در ارمنستان
بوکس در ارمنستان (به ارمنی: բռնցքամարտ) یک ورزش محبوب است که از زمان‌های باستان در منطقهٔ کوهستانی ارمنستان وجود داشته است. در اوایل سال‌های ۱۹۰۰، مدارس بوکس آماتور در کشور ظاهر شدند و تا میانهٔ دههٔ ۱۹۵۰ بوکس یکی از ورزش‌های سنتی ارمنستان شناخته می‌شد. در سال ۱۹۵۶، ولادیمیر ینگیباریان که اصالتی ارمنی داشت، مدال طلای المپیک را برای تیم شوروی به دست آورد. در اوایل قرن ۲۱، بوکس حرفه‌ای و آماتور در ارمنستان به یک اوج دیگر رسید. به خصوص آرتور آبراهام و ویک دارچینیان توانستند چندین عنوان قهرمانی جهانی حرفه‌ای را به‌دست آورند. ده‌ها بوکسور آماتور نیز در رده‌بندی‌های سه‌گانه جهان و اروپا در گروه‌های وزنی مختلف قرار گرفتند. ولادیمیر ینگیباریان از اولین افرادی بود که مدارس بوکس حرفه‌ای را در ارمنستان راه‌اندازی کرد. فدراسیون بوکس ارمنستان نظارت بر این ورزش را برعهده دارد.

## تاریخ

### دوران باستان
بوکس از زمان‌های باستان در منطقهٔ کوهستانی ارمنستان تمرین می‌شد. در این منطقه نمونه‌هایی از نقش برجسته‌ها یافت شده‌اند که نبردی بین دو مرد را نشان می‌دهند که شبیه به بوکس است.

شاه وارازدات

شاه ارمنستان وارازدات (واراستس) به عنوان یکی از آخرین شرکت کنندگان مسابقات المپیک باستان شناخته می‌شود. پیروزی وارازدات در این رقابت‌ها در کتاب تاریخ ارمنی موسی از چورنه ثبت شده است. احتمالاً این پیروزی در دههٔ ۳۶۰ میلادی رخ داده است. پیروزی پادشاه با یک صفحه یادبودی در المپیک یونان، در موزهٔ المپیک ثبت شده است.

### تاریخ مدرن
تاریخ مدرن بوکس در ارمنستان در اوایل قرن بیستم آغاز می‌شود.

#### دوران سوویت
نظام سوویت در ارمنستان در سال ۱۹۲۰ تأسیس شد. چهار سال بعد، یعنی در سال ۱۹۲۴، گوورگ آلیخانیان و مخیتار آی‌بابیان اولین مدرسه بوکس را در شهر لنیناکان تأسیس کردند و یک سال بعد آلیخانیان شروع به آموزش پسران نوجوان در ایروان کرد. در سال ۱۹۳۱، اولین مسابقات قهرمانی بوکس ارمنستان بین ۳۰ بوکسور برگزار شد. این ورزش بیشتر در مناطق شهری بزرگ توسعه یافت.
اولین موفقیت بزرگ بوکس ارمنستان در سال ۱۹۵۶ رخ داد. ولادیمیر ینگیباریان از ایروان مدال طلای المپیک را برای اتحاد جماهیر شوروی در المپیک ملبورن به دست آورد. بوکس سوویت ارمنستان در دوره‌ای از دهه‌های ۱۹۷۰ تا اوایل دههٔ ۱۹۹۰ به شهرت و اوج خود رسید. شخصیت‌های قابل توجه این دوره شامل مخاک قازاریان و اسرائیل حکابکوخیان بودند. حکابکوخیان در سال ۱۹۸۹ قهرمان جهان در بوکس آماتور شد.
در سال ۱۹۵۷، ینگیباریان به عنوان استاد برجسته ورزشی اتحاد جماهیر شوروی به نشان تقدیر بنفشهٔ کار از اتحاد جماهیر شوروی دست یافت. او این نشان را به خاطر دستاوردهایش در بوکس دریافت کرد. ینگیباریان پس از پایان حرفه خود، مدرسه ورزشی کودکان و جوانان بوکس را در ایروان تأسیس کرد. این اولین مدرسه در این نوع در اتحاد جماهیر شوروی بود.

#### دوران استقلال
ارمنستان در سال ۱۹۹۱ به یک کشور مستقل تبدیل شد. فدراسیون بوکس ارمنستان، سازمان نظارتی ورزش در ارمنستان، در همان سال تأسیس شد. در دو سال بعد، به عنوان عضو کامل در انجمن بوکس آماتور اروپا و انجمن بوکس بین‌المللی پذیرفته شد.
تعداد زیادی بوکسور حرفه‌ای ارمنی به شهرت جهانی رسیدند، بعضی از آن‌ها نماینده ارمنستان بودند و بعضی دیگر نماینده کشورهای خارجی بودند. ویک دارچینیان و آرتور آبراهام هر دو در دسته‌های وزنی سنگین و وزن متوسط به ترتیب عناوین آی‌بی‌اف را به دست آوردند و از جمله برجسته‌ترین‌ها در رده‌های خود بودند.
ارمنستان دو قهرمانی جام جهانی بوکس دارد. نشان طلای قهرمانی جهان توسط منوچیان در سال ۱۹۹۴ در دستهٔ ۴۸ کیلوگرم برای ارمنستان به‌دست آمد. اندرانیک حکابکوخیان نیز در سال ۲۰۰۸ در دستهٔ ۷۵ کیلوگرم برتری‌هایی کسب کرد. در بوکس آماتور، ورزشکاران ارمنی نسبتاً موفق بوده‌اند. منوچیان در سال ۱۹۹۳ در دستهٔ لایت فلایوایت قهرمان جهان شد. هووهانس دانیلیان (۲۰۰۸)، ادوارد همباردزومیان (۲۰۰۸) و هراچیک جاواخیان (۲۰۱۰) قهرمانان اروپا شدند.
در تاریخ ۳ سپتامبر ۲۰۱۱، اولین رویداد حرفه‌ای بوکس در ارمنستان در ورزشگاه کارن دمیرچیان برگزار شد. همه بوکسوران ارمنی مسابقات خود را برنده شدند. این رویداد با حضور ویک دارچینیان و اوانس مبمبا برگزار شد. دارچینیان مبمبا را شکست داد و عنوان بانتام‌وزن آی‌بی‌او را نزد خود را حفظ کرد. ارمنستان میزبان مسابقات جوانان جهانی بوکس (AIBA) در سال ۲۰۱۲ و مسابقات بوکس عمومی اروپا مردان در سال ۲۰۲۲ بود.
در قرن بیست و یکم، در ارمنستان بیش از ۳٬۰۰۰ نفر بوکس کار می‌کردند. در سال ۲۰۲۱، ارمنستان ۳٬۰۳۶ بوکسور (شامل ۶۲ زن) و ۱۵۱ مربی داشت.